# Ijoide Sprachen
Die ijoiden Sprachen (oder kurz Ijoid) bilden einen Primärzweig des Niger-Kongo und sind eine kleine Familie von etwa 10 Sprachen, die von rund 1,7 Mio. Menschen im Niger-Delta in Nigeria gesprochen werden.
Es besteht einerseits aus dem Defaka, das nur noch 200 Sprecher hat, andererseits aus dem Ijo-Dialektkontinuum. Dazu gehören außer dem eigentlichen Ijo (auch Ijaw oder Izon) mit einer Million Sprechern das Kalabari und Kirike mit jeweils 250.000 Sprechern und sechs weitere kleine Sprachen.

## Klassifikation des Ijoid
Klassifikation der ijoiden Sprachen nach Nurse 2000
- Ijoid
  - Ijo
    - Zentral: Izon (Zentral-West-Ijo) (1 Mio.); Biseni (5 Tsd.), Okodia (4 Tsd.), Oruma (5 Tsd.)
    - Ost
      - Nkoro: Nkoro (5 Tsd.)
      - Kalabari-Okrika: Kalabari (250 Tsd.), Kirike (250 Tsd.), Ibani (60 Tsd.)
      - Südost: Nembe-Akassa (70 Tsd.)

  - Defaka: Defaka (Afakani) (200)

Die ijoiden Sprachen sind untereinander eng verwandt und bilden – abgesehen vom Defaka – ein Dialektkontinuum.

## Sprachliche Eigenschaften
Von anderen Niger-Kongo-Sprachen unterscheiden sich die ijoiden Sprachen deutlich durch mehrere Merkmale. Das Nominalklassensystem ist nur noch in Resten erhalten, für „menschliche Wesen“ entstanden neue Klassensuffixe. Die Pronomina haben ein Genussystem ausgebildet (Maskulinum, Femininum, teilweise Neutrum), was ansonsten für Niger-Kongo-Sprachen völlig unüblich ist. Die Satzstellung ist wie bei den Mande-Sprachen und beim Dogon SOV (Subjekt-Objekt-Verb), während sonst im Niger-Kongo eher SVO bevorzugt wird (dazu Claudi 1993).

## Weiterführende Literatur

### Afrikanische Sprachen
- Joseph Greenberg: The Languages of Africa. Mouton, The Hague and Indiana University Center, Bloomington 1963.
- Bernd Heine und andere (Hrsg.): Die Sprachen Afrikas. Buske, Hamburg 1981.
- Bernd Heine und Derek Nurse (Hrsg.): African Languages. An Introduction. Cambridge University Press 2000.

### Speziell zum Ijoid
- John Bendor-Samuel (Hrsg.): The Niger-Congo Languages: A Classification and Description of Africa's Largest Language Family. University Press of America, Lanham, New York, London 1989.
Darin: Charles E. W. Jenewari: Ijoid.
- Jenewari, Charles E.W.: Defaka, Ijo's Closest Linguistic Relative. In: Ivan R. Dihoff (Hrsg.): Current Approaches to African Linguistics. Vol 1. 85–111., 1983.